# Stadio Centro d'Italia-Manlio Scopigno
Lo stadio Centro d'Italia-Manlio Scopigno è lo stadio di calcio di Rieti, con una capienza di 10 163 posti a sedere.
Realizzato dall'amministrazione comunale, entrò in funzione nel 1991 e fu definitivamente inaugurato nel 1997, con un incontro tra le nazionali Under-21 di Italia e Inghilterra.
Dal 1991 al 2022 è stato sede delle partite casalinghe della Rieti; in seguito allo scioglimento della società, l'impianto è rimasto in abbandono fino all'aprile del 2023, quando è stato dato in gestione temporanea al Città di Rieti. Nella stagione 2023-2024 ha ospitato le partite dell'S.S.A. Rieti e dell'A.S.D. F.C. Rieti 1936: quest'ultima, vinto il bando comunale nel 2024, ha ottenuto la gestione dell'impianto.
Il nome dell'impianto ricorda la tradizione che vuole Rieti come centro della penisola; dal 2005 è intitolato a Manlio Scopigno, storico allenatore dello Scudetto del Cagliari del 1970 nonché giocatore dell'epoca d'oro del Rieti in Serie B.

## Storia

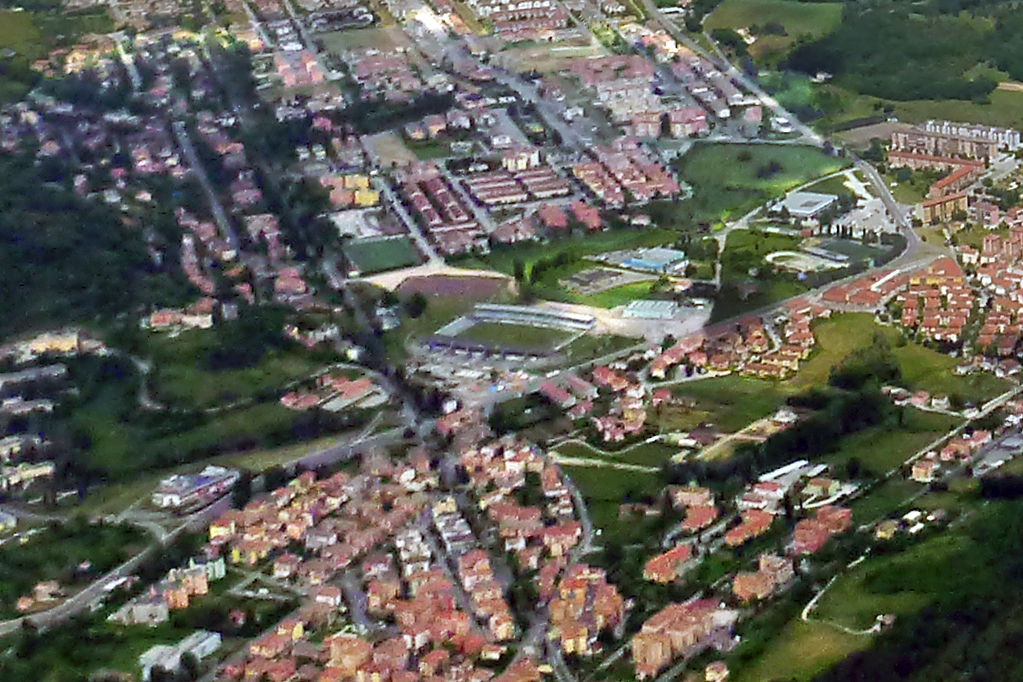
Lo stadio dall'alto

Fino agli anni Novanta, il principale campo da calcio della città di Rieti era lo stadio di viale Fassini, un campo in pozzolana con una capienza di 2000 spettatori al massimo, costruito nel 1927 come parte del villaggio operaio dello stabilimento industriale Supertessile.
Nel 1989, in seguito alla promozione del Rieti in Serie D, la realizzazione di un impianto più moderno e capiente venne ritenuta non più differibile, così il comune di Rieti decise di realizzare un nuovo stadio con manto in erba nella zona di Campoloniano, sfruttando i finanziamenti stanziati per il mondiale Italia '90.
Il bando, che prevedeva la progettazione di uno stadio dotato anche di pista di atletica, venne vinto dagli ingegneri Luigi Corradi e Dario Bugli. In questa prima fase fu realizzato solo uno stralcio del progetto complessivo, che prevedeva solo il campo e una tribuna (l'attuale "Valle Santa"). La nuova struttura fu completata nel 1991 e venne inaugurata con un'amichevole tra la Lazio di Dino Zoff e il Rieti di Leonardo Acori.
Nel 1997 il comune di Rieti, proprietario della struttura, decise di procedere ad un ampliamento, realizzando anche il secondo stralcio del progetto originale. Vennero così realizzati gli altri settori (la tribuna Terminillo e le due curve) e installato l'impianto di illuminazione; la pista di atletica invece non fu realizzata, perché la giunta di Antonio Cicchetti decise di lasciare allo stadio Guidobaldi le manifestazioni di atletica e di completare l'impianto di Campoloniano solo in funzione del calcio. Il costo fu di 4,5 miliardi di lire. Lo stadio ampliato fu inaugurato l'11 ottobre 1997 in occasione della partita Under-21 tra l'Italia capitanata da Francesco Totti e Inghilterra, vinta dagli inglesi per 0-1; madrina della serata fu la presentatrice Paola Perego.
Pochi anni dopo l'inaugurazione, le torri faro che ospitavano i riflettori crollarono in una giornata di forte vento, senza provocare vittime; le strutture danneggiate vennero sostituite a spese della ditta che nel 1997 aveva eseguito i lavori.

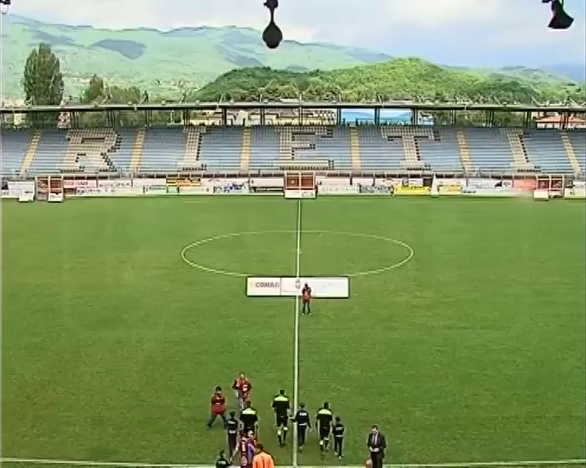
La tribuna Terminillo, con i seggiolini che formano il nome della città

Nel 2010, per adeguarlo alle nuove norme di sicurezza in materia di impianti sportivi per il calcio, sono stati installati i tornelli.
Nel 2013, in seguito all'impossibilità di utilizzare la Is Arenas, il Cagliari Calcio si era detto favorevole a disputare le proprie partite di Serie A nello stadio reatino (per via della compatibilità tecnica e dell'intitolazione al tecnico cagliaritano), ma la possibilità non si è potuta concretizzare per la contrarietà della Lega Calcio e per preoccupazioni di ordine pubblico manifestate dal questore di Rieti.
Nella stagione 2015-2016 lo stadio è stato sede delle partite interne della Lupa Castelli Romani nel campionato di Lega Pro. In tale occasione lo stadio è stato oggetto di lavori di ristrutturazione per abilitarlo a tale campionato, con la realizzazione del prefiltraggio per la tribuna Vallesanta e per la curva sud; la tribuna Terminillo e la curva nord, invece, non vennero interessate dai lavori e furono pertanto interdette al pubblico calcistico, riducendo la capacità dello stadio a circa la metà (soli 4500 posti).
Nel maggio 2018, in seguito alla promozione del Rieti in Serie C, si è posto il problema di adeguare lo stadio alle normative richieste per gli incontri della terza serie. A tale scopo sono stati stanziati 300 000 euro da parte della Regione Lazio e altri 94 000 euro da parte del comune di Rieti, necessari ad adeguare l'impianto di videosorveglianza, realizzare la rete di prefiltraggio e i tornelli identificativi, rifare la recinzione esterna e i presidi antincendio, e riaprire al pubblico la Tribuna Terminillo, per riportare la capienza dello stadio a quella originaria. Tuttavia i lavori sono partiti solo ad inizio settembre, e hanno comportato lo svolgimento delle prime partite casalinghe a porte chiuse.
In seguito alla fine dell'F.C. Rieti, nel 2022, lo stadio è rimasto in abbandono per un anno fino a quando, il 21 aprile 2023, ne ottiene momentaneamente le chiavi il proprietario del Città di Rieti, Leoncini, per una ristrutturazione in grado di riportarlo in condizioni praticabili prima del bando ufficiale. Lo stadio viene inaugurato il 1º giugno, ma la mancanza di luce e gas non permettono lo svolgimento di una gara amichevole tra l'S.S.A. Rieti e l'Ascoli programmata per il 22 luglio. Le utenze vengono in seguito riallacciate il 12 agosto, a due settimane dall'inizio della Scopigno Cup.
Nella stagione 2023-2024 ha ospitato sia le gare interne dell'S.S.A. Rieti che quelle dell'A.S.D. F.C. Rieti; quest'ultima ha infine ottenuto il diritto di gestire interamente  l'impianto a partire dall'annata successiva.

## Struttura
Lo stadio è stato realizzato su progetto degli ingegneri Luigi Corradi e Dario Bugli ed è costituito da due tribune coperte e da due curve scoperte; la pianta è rettangolare e gli spalti sono direttamente affacciati sul rettangolo erboso. Tutti i settori sono attrezzati con i seggiolini colorati che richiamano nome e colori della città.
Le due tribune, entrambe coperte, sono leggermente rialzate rispetto al livello del terreno e non perfettamente rettilinee ma lievemente arcuate. La loro insolita lunghezza (superano il confine del campo da gioco) è dovuta al fatto che il progetto iniziale prevedeva la presenza di una pista di atletica, poi stralciata in corso d'opera. La tribuna sul lato orientale, denominata Terminillo per via del monte Terminillo visibile alle sue spalle, è contraddistinta dalla scritta cubitale Rieti formata dai seggiolini, di colore bianco bordato di nero; quella sul lato occidentale, denominata Vallesanta per via della pianura posta alle sue spalle detta Valle Santa, è quella che ospita la tribuna stampa.
Le due curve, sprovviste di copertura, sono più basse delle tribune e non sono raccordate con queste ultime.
L'impianto d'illuminazione è costituito da quattro torri faro innalzate negli spazi fra curve e tribune, nonché da ulteriori cluster di riflettori montati lungo il bordo della copertura delle due tribune.
La capienza massima è di 10 163 posti a sedere (di cui 4 500 omologati per le partite di calcio).
La struttura è completata da due ulteriori campi da calcio: l'antistadio in pozzolana "Luigi Bergamini" detto la Scia, e il campo in erba sintetica "Roberto Ciccaglioni".
Sia l'antistadio che il campo sintetico non sono stati utilizzati per diversi anni; il secondo è stato ristrutturato nel 2024, tornando ad essere la sede degli allenamenti della società.
Lo stadio è collocato nel quartiere reatino di Campoloniano, all'incrocio tra il tratto urbano della strada statale 4 bis del Terminillo e via Palmiro Togliatti. Nell'area dove sorge l'impianto si trovano anche l'arena di basket PalaSojourner, l'impianto per il calcio a 5 PalaMalfatti, la piscina provinciale, il bocciodromo e il pattinodromo, che complessivamente costituiscono il più importante polo sportivo cittadino. All'esterno dello stadio si trova un ampio parcheggio e un bar.

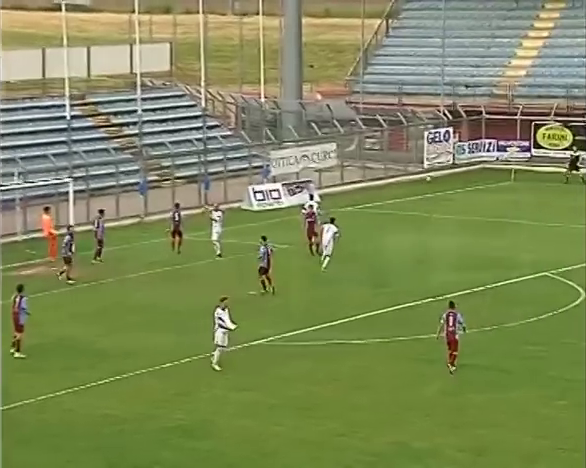
L'area d'angolo mostra come la lunghezza delle tribune superi quella del campo da gioco
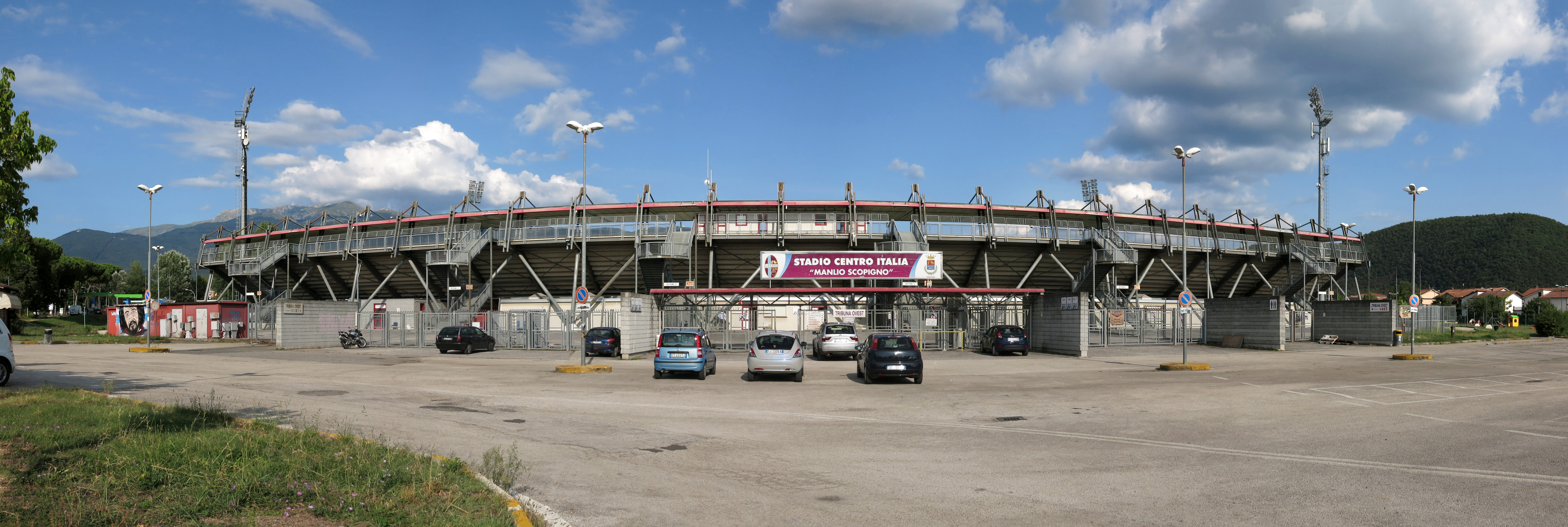
L'esterno dello stadio, con l'ingresso alla tribuna ovest "Vallesanta", nel 2018
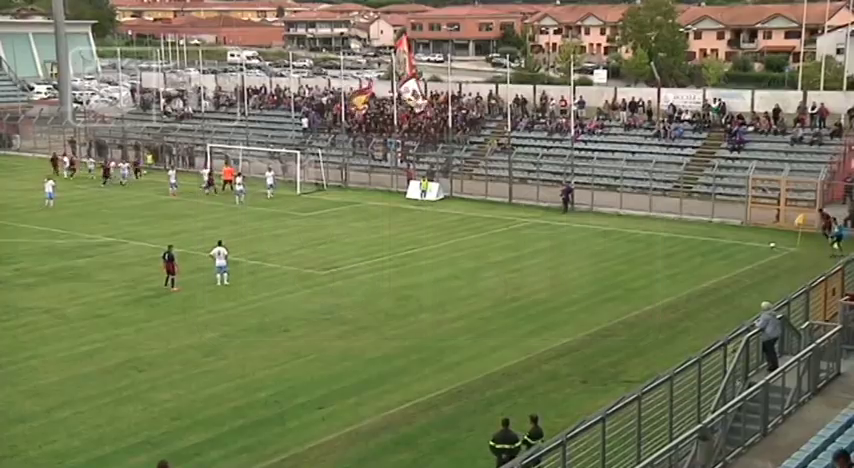
La curva sud

## Settori
- Tribuna est "Attilio Galassini" - Terminillo: 4 080 posti
- Tribuna ovest "Antonio Tomassoni" - Vallesanta: 3 986 posti (più 20 posti in sala stampa)
- Curva nord "Sabatino Iacoboni" (Locali): 960 posti
- Curva sud "Giovanni Fioravanti" (Ospiti): 960 posti

## Eventi calcistici di rilievo

Francesco Totti, in veste di capitano della nazionale Under-21, durante la partita inaugurale dello stadio Centro d'Italia (10 ottobre 1997)

- Scopigno Cup, torneo internazionale di calcio Under-17 (ogni anno dal 2002)
- Incontro Under-21 Italia vs Inghilterra del 10 ottobre 1997, valevole per le qualificazioni al campionato europeo Under-21 1998, terminato 0-1
- Triangolare Sampdoria - Bologna - Torino nel 1997
- L'8 febbraio 2006 si è disputata l'unica partita di Serie A della storia a Rieti, Roma-Cagliari disputata in campo neutro e a porte chiuse, terminata con il successo dei giallorossi per 4-3.
- Incontro Under-21 Italia vs Ungheria del 3 marzo 2010
- Incontro Under-21 Italia vs Turchia dell'11 ottobre 2011
- Incontro Under-21 Italia vs Belgio del 5 settembre 2013
- Amichevole Roma vs nazionale under 23 dell'Indonesia del 18 luglio 2014, terminata 3-1[20]
- Incontro Under-19 della UEFA Youth League tra Roma e CSKA Moskva del 17 settembre 2014, terminata 3-1[21]
- Spareggio Avellino-Lanusei del 12 maggio 2019 (5000 spettatori), terminato 2-0 con la promozione dell'Avellino in Serie C[22]
- Finale della Coppa Italia Dilettanti 2021-2022 Salsomaggiore 1-2 Barletta d.t.s.
- Amichevole tra Roma ed Olympiacos del 3 Agosto 2024 (9000 spettatori), terminata 1-1

## Eventi extracalcistici

### Altri sport
- Incontro di rugby Italia - Scozia del 6 gennaio 1996,[23] terminato 29-17
- Incontro di rugby del torneo Sei Nazioni Under 20 tra Italia e Irlanda del 22 febbraio 2019,[23] terminato 14-34

### Eventi benefici
- Incontro di calcio Nazionale Cantanti - Protezione Civile del 4 ottobre 2016 (8000 spettatori), con incasso devoluto a favore delle popolazioni colpite dal terremoto del Centro Italia del 2016[24]